# Чемпіонат України з футболу 1998—1999: вища ліга (склади команд)
У складах клубів подано гравців, які провели щонайменше 1 гру в вищій лізі сезону 1998/99. Прізвища, імена та по батькові футболістів подані згідно з офіційним сайтом ФФУ.

## «Ворскла» (Полтава)
Головні тренери: Олександр Довбій (6 матчів), Сергій Собецький (7 матчів), Анатолій Коньков (17 матчів)
| №            | Футболіст                       | Дата народження   | Країна   | Ігри     | Голи     |
| Воротарі     | Воротарі                        | Воротарі          | Воротарі | Воротарі | Воротарі |
| ------------ | ------------------------------- | ----------------- | -------- | -------- | -------- |
|              | Богодєлов Вячеслав Павлович     | 7 жовтня 1969     | Україна  | 1        | 2п       |
|              | Ковтун Андрій Олександрович     | 28 лютого 1968    | Україна  | 28       | 38п      |
|              | Круц Олексій Анатолійович       | 1 лютого 1976     | Латвія   | 1        | 3п       |
| Захисники    |                                 |                   |          |          |          |
|              | Беженар Сергій Миколайович      | 9 серпня 1970     | Україна  | 1        | 0        |
|              | Головко Олександр Миколайович   | 20 лютого 1973    | Україна  | 19       | 0        |
|              | Дичко Володимир Вікторович      | 7 вересня 1972    | Україна  | 11       | 0        |
|              | Доценко Віктор Петрович         | 10 грудня 1975    | Україна  | 15       | 1        |
|              | Леженцев Сергій Борисович       | 4 серпня 1971     | Україна  | 5        | 0        |
|              | Мачоган Ігор Петрович           | 3 березня 1970    | Україна  | 29       | 0        |
|              | Мокрицький Юрій Ярославович     | 16 жовтня 1970    | Україна  | 8        | 0        |
|              | Першин Олександр Валентинович   | 23 червня 1977    | Україна  | 10       | 0        |
|              | Петков Іордан Хрістов           | 11 березня 1976   | Болгарія | 24       | 1        |
| Півзахисники |                                 |                   |          |          |          |
|              | Богатир Віктор Миколайович      | 11 травня 1969    | Україна  | 2        | 0        |
|              | Гузенко Андрій Леонідович       | 19 лютого 1973    | Україна  | 25       | 2        |
|              | Гурка Михайло Петрович          | 21 листопада 1975 | Україна  | 7        | 0        |
|              | Кобзар Віталій Юрійович         | 9 травня 1972     | Україна  | 23       | 1        |
|              | Костюк Ігор Володимирович       | 14 вересня 1975   | Україна  | 25       | 9        |
|              | Лунгу Владіслав Валерійович     | 10 квітня 1977    | Молдова  | 1        | 0        |
|              | Нджоку Даніель Чайджоке         | 8 жовтня 1980     | Нігерія  | 2        | 0        |
|              | Онопко Сергій Савелійович       | 26 жовтня 1973    | Україна  | 15       | 3        |
|              | Омельчук Олександр Макарович    | 22 вересня 1970   | Україна  | 14       | 1        |
|              | Самойлов Віталій Олегович       | 1 березня 1975    | Україна  | 15       | 1        |
|              | Хомин Андрій Романович          | 24 травня 1968    | Україна  | 24       | 3        |
| Нападники    |                                 |                   |          |          |          |
|              | Антюхін Олексій Володимирович   | 25 листопада 1971 | Україна  | 10       | 3        |
|              | Головко Андрій Валентинович     | 5 серпня 1977     | Україна  | 14       | 4        |
|              | Медведєв Геннадій Миколайович   | 7 лютого 1975     | Україна  | 12       | 0        |
|              | Мелащенко Олександр Петрович    | 13 грудня 1978    | Україна  | 16       | 2        |
|              | Мусолітін Володимир Миколайович | 11 березня 1973   | Україна  | 27       | 4        |
|              | Нестерчук Павло Петрович        | 21 березня 1975   | Україна  | 3        | 0        |
|              | Чуйченко Сергій Олександрович   | 25 жовтня 1968    | Україна  | 6        | 0        |
|              | Шарій Іван Григорович           | 24 листопада 1957 | Україна  | 9        | 1        |

## «Динамо» (Київ)
Головний тренер: Валерій Лобановський
| №            | Футболіст                           | Дата народження   | Країна   | Ігри     | Голи     |
| Воротарі     | Воротарі                            | Воротарі          | Воротарі | Воротарі | Воротарі |
| ------------ | ----------------------------------- | ----------------- | -------- | -------- | -------- |
|              | Кернозенко Вячеслав Сергійович      | 4 червня 1976     | Україна  | 6        | 3п       |
|              | Шовковський Олександр Володимирович | 2 січня 1975      | Україна  | 24       | 14п      |
| Захисники    |                                     |                   |          |          |          |
|              | Ващук Владислав Вікторович          | 2 січня 1975      | Україна  | 25       | 1        |
|              | Герасименко Олексій Петрович        | 17 лютого 1970    | Росія    | 18       | 2        |
|              | Головко Олександр Борисович         | 6 січня 1972      | Україна  | 24       | 2        |
|              | Дмитрулін Юрій Михайлович           | 10 лютого 1975    | Україна  | 17       | 1        |
|              | Єзерський Володимир Іванович        | 15 листопада 1976 | Україна  | 5        | 0        |
|              | Кірюхін Олександр Григорович        | 1 жовтня 1974     | Україна  | 9        | 0        |
|              | Лужний Олег Романович               | 5 серпня 1968     | Україна  | 21       | 0        |
|              | Радченко Олександр Борисович        | 19 липня 1976     | Україна  | 4        | 0        |
|              | Федоров Сергій Владиславович        | 18 лютого 1975    | Україна  | 5        | 0        |
|              | Черняк Сергій Володимирович         | 25 жовтня 1978    | Україна  | 2        | 0        |
| Півзахисники |                                     |                   |          |          |          |
|              | Бялькевіч Валянцін Мікалаєвіч       | 27 січня 1973     | Білорусь | 21       | 5        |
|              | Гусін Андрій Леонідович             | 11 грудня 1972    | Україна  | 26       | 5        |
|              | Каладзе Каха Карлович               | 27 лютого 1978    | Грузія   | 26       | 3        |
|              | Калитвинцев Юрій Миколайович        | 5 травня 1968     | Україна  | 10       | 1        |
|              | Кардаш Василь Ярославович           | 14 січня 1973     | Україна  | 12       | 1        |
|              | Кормильцев Сергій Геннадійович      | 23 січня 1974     | Україна  | 9        | 1        |
|              | Косовський Віталій Владиславович    | 11 серпня 1973    | Україна  | 19       | 3        |
|              | Михайленко Дмитро Станіславович     | 13 липня 1973     | Україна  | 12       | 1        |
|              | Онищенко Денис Анатолійович         | 15 вересня 1978   | Україна  | 2        | 0        |
|              | Хацкевіч Аляксандр Мікалаєвіч       | 19 жовтня 1973    | Білорусь | 23       | 10       |
|              | Яшкін Артем Олександрович           | 29 квітня 1975    | Україна  | 13       | 0        |
| Нападники    |                                     |                   |          |          |          |
|              | Венглінський Олег Миколайович       | 21 березня 1978   | Україна  | 8        | 4        |
|              | Коновалов Сергій Борисович          | 1 березня 1972    | Україна  | 7        | 1        |
|              | Маковскі Владзімір Міхайлавіч       | 23 квітня 1977    | Білорусь | 3        | 1        |
|              | Ребров Сергій Станіславович         | 3 червня 1974     | Україна  | 22       | 9        |
|              | Серебренніков Сергій Олександрович  | 1 вересня 1976    | Україна  | 9        | 6        |
|              | Шевченко Андрій Миколайович         | 29 вересня 1976   | Україна  | 26       | 18       |

## «Дніпро» (Дніпропетровськ)
Головні тренери: Вадим Тищенко (13 матчів), Володимир Кобзарєв (7 матчів), Леонід Колтун (10 матчів)
| №            | Футболіст                           | Дата народження  | Країна   | Ігри     | Голи     |
| Воротарі     | Воротарі                            | Воротарі         | Воротарі | Воротарі | Воротарі |
| ------------ | ----------------------------------- | ---------------- | -------- | -------- | -------- |
|              | Близнюк Ілля Владіславович          | 28 липня 1973    | Україна  | 1        | 0п       |
|              | Медін Микола Олександрович          | 4 травня 1972    | Україна  | 21       | 31п      |
|              | Перхун Сергій Володимирович         | 4 вересня 1977   | Україна  | 9        | 15п      |
| Захисники    |                                     |                  |          |          |          |
|              | Бутханов Борис Володимирович        | 26 травня 1969   | Україна  | 12       | 1        |
|              | Козар Геннадій Васильович           | 23 вересня 1971  | Україна  | 23       | 0        |
|              | Ламтюгін Сергій Євгенович           | 1 січня 1977     | Україна  | 4        | 0        |
|              | Матюхін Сергій Володимирович        | 21 березня 1980  | Україна  | 4        | 0        |
|              | Микула Євген Іванович               | 21 лютого 1980   | Україна  | 2        | 0        |
|              | Павлюх Іван Богданович              | 12 серпня 1976   | Україна  | 16       | 0        |
|              | Першин Олександр Валентинович       | 23 червня 1977   | Україна  | 13       | 0        |
|              | Піненко Олександр Сергійович        | 15 серпня 1978   | Україна  | 1        | 0        |
|              | Поклонський Олександр Володимирович | 22 січня 1975    | Україна  | 24       | 1        |
|              | Сідельніков Андрій Анатолійович     | 27 вересня 1967  | Україна  | 12       | 0        |
|              | Шершун Богдан Миколайович           | 14 травня 1981   | Україна  | 21       | 0        |
| Півзахисники |                                     |                  |          |          |          |
|              | Валяєв Сергій Валентинович          | 16 вересня 1978  | Україна  | 17       | 1        |
|              | Захаров Олександр Вікторович        | 11 серпня 1969   | Україна  | 4        | 0        |
|              | Калініченко Максим Сергійович       | 26 січня 1979    | Україна  | 26       | 6        |
|              | Косілов Сергій Сергійович           | 11 липня 1979    | Росія    | 4        | 1        |
|              | Максимич Сергій Васильович          | 19 липня 1974    | Україна  | 1        | 0        |
|              | Рачиба Олексій Іванович             | 24 грудня 1979   | Україна  | 3        | 0        |
|              | Рикун Олександр Валерійович         | 6 травня 1978    | Україна  | 10       | 0        |
|              | Стратулат Георгій Ніканорович       | 13 грудня 1976   | Молдова  | 12       | 0        |
|              | Ткачов Вячеслав Володимирович       | 2 квітня 1974    | Україна  | 2        | 0        |
|              | Тутиченко Дмитро Павлович           | 10 липня 1971    | Україна  | 14       | 0        |
|              | Філімонов Денис Володимирович       | 4 січня 1971     | Україна  | 24       | 4        |
|              | Хоменко Ігор Юрійович               | 18 квітня 1976   | Україна  | 10       | 0        |
|              | Шелаєв Олег Миколайович             | 5 листопада 1976 | Україна  | 12       | 2        |
| Нападники    |                                     |                  |          |          |          |
|              | Бабич Олександр Олександрович       | 15 лютого 1979   | Україна  | 6        | 0        |
|              | Бездольний Ігор Юрійович            | 10 червня 1977   | Україна  | 1        | 0        |
|              | Беспалих Сергій Олексійович         | 6 лютого 1973    | Росія    | 14       | 2        |
|              | Дранов Сергій Геннадійович          | 1 вересня 1977   | Україна  | 6        | 1        |
|              | Корпонай Іван Тиберійович           | 13 лютого 1969   | Україна  | 11       | 1        |
|              | Матвеєв Андрій Іванович             | 6 травня 1981    | Україна  | 11       | 1        |
|              | Нагорняк Сергій Миколайович         | 5 вересня 1971   | Україна  | 1        | 1        |
|              | Пісний Андрій Миколайович           | 20 вересня 1980  | Україна  | 1        | 0        |
|              | Поцхверія Михайло Іванович          | 12 серпня 1975   | Грузія   | 10       | 3        |
|              | Савенчук Олександр Михайлович       | 9 травня 1975    | Україна  | 12       | 0        |
|              | Сухарєв Олександр Анатолійович      | 3 липня 1970     | Молдова  | 21       | 3        |
|              | Телятников Олексій Леонідович       | 21 жовтня 1980   | Україна  | 9        | 0        |

## «Зірка» (Кіровоград)
Головний тренер: Олександр Іщенко
| №            | Футболіст                        | Дата народження   | Країна       | Ігри     | Голи     |
| Воротарі     | Воротарі                         | Воротарі          | Воротарі     | Воротарі | Воротарі |
| ------------ | -------------------------------- | ----------------- | ------------ | -------- | -------- |
|              | Белошапка Борис Іванович         | 9 лютого 1962     | Україна      | 24       | 30п      |
|              | Глущенко Андрій Олександрович    | 18 березня 1974   | Україна      | 6        | 10п      |
| Захисники    |                                  |                   |              |          |          |
|              | Білозерський Олександр Павлович  | 4 травня 1964     | Україна      | 28       | 1        |
|              | Жилін Олег Миколайович           | 2 серпня 1971     | Україна      | 13       | 1        |
|              | Лавриненко Сергій Дмитрович      | 17 лютого 1975    | Україна      | 13       | 0        |
|              | Макогон Ігор Васильович          | 24 листопада 1969 | Україна      | 22       | 0        |
|              | Мошевич Ігор Володимирович       | 14 травня 1971    | Україна      | 14       | 0        |
|              | Руснак Іван Іванович             | 12 жовтня 1966    | Україна      | 11       | 0        |
|              | Саутін Артем Володимирович       | 20 лютого 1977    | Україна      | 1        | 0        |
|              | Скиш Віталій Володимирович       | 23 серпня 1971    | Україна      | 6        | 2        |
|              | Соболь Олександр Іванович        | 19 січня 1968     | Україна      | 30       | 2        |
|              | Хоменко Ігор Юрійович            | 18 квітня 1976    | Україна      | 11       | 1        |
|              | Шаповалов Валерій Валерійович    | 27 серпня 1976    | Україна      | 28       | 2        |
|              | Шашкевич Сергій Вікторович       | 10 серпня 1973    | Україна      | 2        | 0        |
| Півзахисники |                                  |                   |              |          |          |
|              | Богданов Юрій Вікторович         | 18 вересня 1972   | Україна      | 6        | 1        |
|              | Заяць Вадим Григорович           | 1 червня 1974     | Україна      | 10       | 0        |
|              | Козаков Станіслав Володимирович  | 15 серпня 1967    | Україна      | 11       | 0        |
|              | Ковба Денис Юрійович             | 6 вересня 1979    | Росія        | 11       | 1        |
|              | Михайленко Валерій Володимирович | 8 квітня 1982     | Україна      | 2        | 0        |
|              | Николайчук Матвій Михайлович     | 9 серпня 1974     | Україна      | 3        | 0        |
|              | Русол Андрій Анатолійович        | 16 січня 1983     | Україна      | 1        | 0        |
|              | Співак Олександр Сергійович      | 6 січня 1975      | Україна      | 21       | 3        |
|              | Тупчиєнко Костянтин Веніамінович | 13 серпня 1970    | Україна      | 4        | 0        |
|              | Федоров Леонід Володимирович     | 28 січня 1963     | Україна      | 24       | 0        |
|              | Чалий Володимир Володимирович    | 26 січня 1976     | Україна      | 17       | 0        |
| Нападники    |                                  |                   |              |          |          |
|              | Горбань Андрій Павлович          | 21 березня 1978   | Україна      | 1        | 0        |
|              | Гусєв Сергій Євгенійович         | 1 липня 1967      | Україна      | 12       | 1        |
|              | Єсип Богдан Борисович            | 2 серпня 1978     | Україна      | 12       | 1        |
|              | Кислов Ігор Миколайович          | 19 липня 1966     | Туркменістан | 29       | 9        |
|              | Мартинов Юрій Петрович           | 5 червня 1965     | Україна      | 29       | 6        |
|              | Порошин Андрій Михайлович        | 30 липня 1978     | Україна      | 11       | 0        |
|              | Чорноіван Олексій Олександрович  | 2 січня 1982      | Україна      | 2        | 0        |

## «Карпати» (Львів)
Головні тренери: Мирон Маркевич (15 матчів), Степан Юрчишин (15 матчів)
| №            | Футболіст                         | Дата народження   | Країна   | Ігри     | Голи     |
| Воротарі     | Воротарі                          | Воротарі          | Воротарі | Воротарі | Воротарі |
| ------------ | --------------------------------- | ----------------- | -------- | -------- | -------- |
|              | Береський Олег Іванович           | 6 січня 1969      | Україна  | 1        | 1п       |
|              | Стронціцький Богдан Едуардович    | 13 січня 1968     | Україна  | 29       | 33п      |
| Захисники    |                                   |                   |          |          |          |
|              | Беньо Юрій Володимирович          | 25 квітня 1974    | Україна  | 26       | 0        |
|              | Вільчинський Володимир Нестерович | 1 травня 1967     | Україна  | 10       | 1        |
|              | Євтушок Олександр Васильович      | 11 жовтня 1970    | Україна  | 24       | 3        |
|              | Єзерський Володимир Іванович      | 15 листопада 1976 | Україна  | 15       | 0        |
|              | Закотюк Микола Степанович         | 3 лютого 1975     | Україна  | 22       | 0        |
|              | Леськів Василь Іванович           | 20 грудня 1963    | Україна  | 1        | 0        |
|              | Тимчишин Олег Миронович           | 8 липня 1977      | Україна  | 10       | 0        |
|              | Чижевський Олександр Арсенійович  | 27 травня 1971    | Україна  | 26       | 0        |
| Півзахисники |                                   |                   |          |          |          |
|              | Вовчук Любомир Євгенович          | 26 серпня 1969    | Україна  | 23       | 0        |
|              | Євглевський Сергій Юрійович       | 3 червня 1969     | Україна  | 12       | 1        |
|              | Ковалець Сергій Іванович          | 5 вересня 1968    | Україна  | 26       | 4        |
|              | Луцишин Михайло Михайлович        | 21 листопада 1975 | Україна  | 9        | 0        |
|              | Лучкевич Ігор Валерійович         | 19 листопада 1973 | Україна  | 7        | 1        |
|              | Мізін Сергій Григорович           | 25 вересня 1972   | Україна  | 27       | 7        |
|              | Микитін Володимир Богданович      | 28 квітня 1970    | Україна  | 14       | 0        |
|              | Назаров Євгеній Миколайович       | 23 січня 1972     | Україна  | 24       | 1        |
|              | Різник Володимир Йосипович        | 15 лютого 1966    | Україна  | 2        | 0        |
|              | Скідан Геннадій Вікторович        | 24 липня 1973     | Україна  | 1        | 0        |
|              | Толочко Роман Любомирович         | 11 грудня 1968    | Україна  | 21       | 1        |
|              | Шаран Володимир Богданович        | 18 вересня 1971   | Україна  | 13       | 3        |
| Нападники    |                                   |                   |          |          |          |
|              | Гецко Іван Михайлович             | 6 квітня 1968     | Україна  | 27       | 16       |
|              | Онисько Павло Степанович          | 12 липня 1979     | Україна  | 4        | 0        |
|              | Паляниця Олександр Віталійович    | 29 лютого 1972    | Україна  | 30       | 16       |
|              | Семочко Дмитро Дмитрович          | 25 січня 1979     | Україна  | 7        | 0        |
|              | Соума Альхалі                     | 6 квітня 1975     | Гвінея   | 3        | 0        |

## «Кривбас» (Кривий Ріг)
Головний тренер: Олег Таран
| №            | Футболіст                           | Дата народження   | Країна   | Ігри     | Голи     |
| Воротарі     | Воротарі                            | Воротарі          | Воротарі | Воротарі | Воротарі |
| ------------ | ----------------------------------- | ----------------- | -------- | -------- | -------- |
|              | Лавренцов Олександр Сергійович      | 15 грудня 1972    | Україна  | 30       | 18п      |
| Захисники    |                                     |                   |          |          |          |
|              | Анненков Андрій Михайлович          | 21 січня 1969     | Україна  | 3        | 0        |
|              | Аніщенко Андрій Анатолійович        | 16 квітня 1975    | Україна  | 27       | 0        |
|              | Бугай Сергій Іванович               | 29 вересня 1972   | Україна  | 20       | 1        |
|              | Грановський Олександр Анатолійович  | 11 березня 1976   | Україна  | 25       | 0        |
|              | Дорошенко Ігор Миколайович          | 16 січня 1973     | Україна  | 17       | 1        |
|              | Колчін Денис Борисович              | 13 жовтня 1977    | Україна  | 11       | 0        |
|              | Оксимець Андрій Григорович          | 27 вересня 1974   | Україна  | 10       | 0        |
|              | Сухорученко Сергій Григорович       | 25 вересня 1974   | Україна  | 6        | 0        |
|              | Толкач Олександр Леонідович         | 5 вересня 1971    | Білорусь | 3        | 0        |
| Півзахисники |                                     |                   |          |          |          |
|              | Даценко Сергій Анатолійович         | 10 грудня 1977    | Україна  | 17       | 1        |
|              | Євсюков Олександр Сергійович        | 23 червня 1978    | Україна  | 1        | 0        |
|              | Зотов Олександр Сергійович          | 23 лютого 1975    | Україна  | 23       | 1        |
|              | Кріулін Станіслав Володимирович     | 18 квітня 1975    | Україна  | 2        | 0        |
|              | Платонов Валентин Вікторович        | 15 січня 1977     | Україна  | 19       | 3        |
|              | Пономаренко Володимир Миколайович   | 29 жовтня 1972    | Україна  | 27       | 6        |
|              | Сімаков Олег Олександрович          | 3 січня 1976      | Росія    | 28       | 4        |
|              | Сторожев Сергій Леонідович          | 9 липня 1980      | Україна  | 1        | 0        |
|              | Строєнко Андрій Васильович          | 1 грудня 1971     | Україна  | 3        | 0        |
|              | Якименко Олексій Володимирович      | 22 жовтня 1974    | Україна  | 14       | 0        |
| Нападники    |                                     |                   |          |          |          |
|              | Атаманчук Орест Богданович          | 5 вересня 1971    | Україна  | 12       | 3        |
|              | Воскобойник Олександр Володимирович | 26 січня 1976     | Україна  | 21       | 3        |
|              | Гащин Володимир Володимирович       | 2 січня 1972      | Україна  | 10       | 3        |
|              | Забранський Руслан Михайлович       | 10 березня 1971   | Україна  | 12       | 2        |
|              | Майоров Владислав Миколайович       | 12 листопада 1976 | Росія    | 11       | 2        |
|              | Монарьов Роман Геннадійович         | 17 січня 1980     | Україна  | 7        | 4        |
|              | Мороз Геннадій Григорович           | 27 березня 1975   | Україна  | 26       | 5        |
|              | Римшин Євген Леонідович             | 16 червня 1976    | Україна  | 20       | 4        |
|              | Яськов Юрій Володимирович           | 19 вересня 1980   | Україна  | 8        | 0        |

## «Металіст» (Харків)
Головний тренер: Михайло Фоменко
| №            | Футболіст                         | Дата народження   | Країна   | Ігри     | Голи     |
| Воротарі     | Воротарі                          | Воротарі          | Воротарі | Воротарі | Воротарі |
| ------------ | --------------------------------- | ----------------- | -------- | -------- | -------- |
|              | Горяінов Олександр Сергійович     | 29 червня 1975    | Україна  | 26       | 23п      |
|              | Колесов Олег Анатолійович         | 15 лютого 1969    | Україна  | 5        | 9п       |
| Захисники    |                                   |                   |          |          |          |
|              | Жилін Олег Миколайович            | 2 серпня 1971     | Україна  | 6        | 0        |
|              | Іваненко Віктор Валерійович       | 5 серпня 1970     | Україна  | 29       | 5        |
|              | Колоколов Руслан Миколайович      | 11 березня 1966   | Україна  | 13       | 0        |
|              | Лоц Віталій Михайлович            | 20 січня 1977     | Україна  | 12       | 0        |
|              | Пятенко Володимир Миколайович     | 9 вересня 1974    | Україна  | 29       | 1        |
|              | Пець Роман Васильович             | 21 червня 1969    | Україна  | 22       | 3        |
|              | Скиш Віталій Володимирович        | 23 серпня 1971    | Україна  | 10       | 0        |
|              | Таргонський Олексій Олександрович | 11 квітня 1970    | Україна  | 2        | 0        |
|              | Тофан Василь Васильович           | 13 лютого 1974    | Україна  | 26       | 1        |
| Півзахисники |                                   |                   |          |          |          |
|              | Гольдін Вадим Якович              | 18 листопада 1972 | Україна  | 25       | 2        |
|              | Запояска Вячеслав Олексійович     | 24 серпня 1980    | Україна  | 1        | 0        |
|              | Кірлік Андрій Яношевич            | 21 листопада 1974 | Україна  | 22       | 6        |
|              | Костюков Сергій Миколайович       | 11 вересня 1975   | Україна  | 10       | 2        |
|              | Кучер Олег Миколайович            | 17 листопада 1971 | Україна  | 29       | 0        |
|              | Плахотін Ігор Сергійович          | 13 вересня 1974   | Україна  | 12       | 0        |
|              | Сєріков Володимир Ілліч           | 21 січня 1970     | Україна  | 3        | 0        |
|              | Чупрін Дмитро Олександрович       | 25 вересня 1971   | Україна  | 1        | 0        |
|              | Школьніков Ян Нафтулович          | 14 лютого 1970    | Україна  | 29       | 2        |
|              | Шопін Ігор Вікторович             | 15 червня 1978    | Україна  | 21       | 0        |
| Нападники    |                                   |                   |          |          |          |
|              | Карабута Олександр Петрович       | 3 березня 1974    | Україна  | 19       | 1        |
|              | Лукаш Олег Михайлович             | 6 квітня 1972     | Україна  | 3        | 0        |
|              | Рижих Сергій Володимирович        | 12 вересня 1979   | Україна  | 5        | 0        |
|              | Рудняк Дмитро Геннадійович        | 29 червня 1970    | Україна  | 26       | 3        |
|              | Шевченко Олег Вікторович          | 16 вересня 1978   | Україна  | 9        | 0        |

## «Металург» (Донецьк)
Головні тренери: Володимир Онищенко (7 матчів), Володимир Гаврилов (8 матчів), Ігор Яворський (7 матчів), Михайло Соколовський (8 матчів)
| №            | Футболіст                         | Дата народження | Країна   | Ігри     | Голи     |
| Воротарі     | Воротарі                          | Воротарі        | Воротарі | Воротарі | Воротарі |
| ------------ | --------------------------------- | --------------- | -------- | -------- | -------- |
|              | Богодєлов Вячеслав Павлович       | 7 жовтня 1969   | Україна  | 9        | 13п      |
|              | Вірт Юрій Миколайович             | 4 травня 1974   | Україна  | 15       | 23п      |
|              | Нікітін Андрій Дмитрович          | 8 січня 1972    | Україна  | 7        | 15п      |
| Захисники    |                                   |                 |          |          |          |
|              | Богородіченко Сергій Анатолійович | 31 серпня 1978  | Україна  | 7        | 0        |
|              | Булгаков Олексій Володимирович    | 8 вересня 1977  | Україна  | 22       | 4        |
|              | Дорохов Олександр Олександрович   | 27 січня 1969   | Україна  | 27       | 0        |
|              | Ковальов Альберт Сергійович       | 4 березня 1971  | Україна  | 15       | 0        |
|              | Михайлів Євгеній Євгенійович      | 6 квітня 1974   | Україна  | 10       | 0        |
|              | Олійник Роман Анатолійович        | 25 липня 1975   | Україна  | 15       | 0        |
|              | Покатилов Євген Георгійович       | 31 жовтня 1980  | Україна  | 1        | 0        |
|              | Солов'єнко Юрій Леонідович        | 20 січня 1971   | Україна  | 28       | 0        |
|              | Солодкий Вадим Петрович           | 5 серпня 1970   | Україна  | 11       | 0        |
| Півзахисники |                                   |                 |          |          |          |
|              | Бєліченко Юрій Олександрович      | 13 грудня 1964  | Україна  | 8        | 0        |
|              | Волошин Микола Миколайович        | 15 вересня 1977 | Україна  | 23       | 2        |
|              | Гуральський Олександр Петрович    | 12 вересня 1971 | Україна  | 1        | 0        |
|              | Д'як Віктор Іванович              | 4 червня 1971   | Україна  | 4        | 0        |
|              | Жабченко Ігор Валентинович        | 1 липня 1968    | Україна  | 6        | 1        |
|              | Зав'ялов Андрій Олександрович     | 2 січня 1971    | Україна  | 20       | 2        |
|              | Клименко Андрій Віталійович       | 13 вересня 1977 | Україна  | 9        | 0        |
|              | Крохан Вадим Валерійович          | 5 січня 1972    | Україна  | 8        | 0        |
|              | Мизенко Олександр Вікторович      | 18 січня 1972   | Україна  | 15       | 2        |
|              | Потапов Сергій Вікторович         | 9 січня 1977    | Україна  | 2        | 0        |
|              | Соколовський Денис Михайлович     | 26 березня 1979 | Україна  | 17       | 2        |
|              | Спєвак Андрій Олександрович       | 4 січня 1976    | Україна  | 10       | 1        |
|              | Фокін Юрій Тенгісович             | 3 січня 1966    | Україна  | 12       | 0        |
| Нападники    |                                   |                 |          |          |          |
|              | Мінтенко Віталій Георгійович      | 29 жовтня 1972  | Україна  | 15       | 3        |
|              | Покладок Андрій Ярославович       | 21 червня 1971  | Україна  | 22       | 5        |
|              | Севідов Олександр Володимирович   | 18 липня 1969   | Україна  | 25       | 4        |
|              | Слюсар Валентин Васильович        | 15 вересня 1977 | Україна  | 13       | 2        |
|              | Стасюк Ігор Валерійович           | 14 грудня 1975  | Україна  | 10       | 0        |

## «Металург» (Запоріжжя)
Головні тренери: Олександр Штелін (17 матчів), Мирон Маркевич (13 матчів)
| №            | Футболіст                          | Дата народження   | Країна   | Ігри     | Голи     |
| Воротарі     | Воротарі                           | Воротарі          | Воротарі | Воротарі | Воротарі |
| ------------ | ---------------------------------- | ----------------- | -------- | -------- | -------- |
|              | Гребенюк Тарас Олександрович       | 23 серпня 1971    | Україна  | 27       | 39п      |
|              | Олійник Віталій Юрійович           | 27 серпня 1978    | Україна  | 3        | 4п       |
| Захисники    |                                    |                   |          |          |          |
|              | Батраченко Олександр Миколайович   | 9 лютого 1981     | Україна  | 11       | 0        |
|              | Богатир Іван Олександрович         | 24 квітня 1975    | Україна  | 25       | 0        |
|              | Капустін Віктор Вікторович         | 25 червня 1981    | Україна  | 1        | 0        |
|              | Коваленко Валерій Іванович         | 1 жовтня 1968     | Україна  | 4        | 0        |
|              | Ковальков Леонід Вячеславович      | 10 листопада 1970 | Грузія   | 1        | 0        |
|              | Конюшенко Андрій Вікторович        | 2 квітня 1977     | Україна  | 24       | 1        |
|              | Маркін Юрій Володимирович          | 19 січня 1971     | Україна  | 29       | 3        |
|              | Ратій Олег Борисович               | 5 липня 1970      | Україна  | 18       | 0        |
|              | Чорнявський Олександр Анатолійович | 10 березня 1972   | Україна  | 26       | 1        |
|              | Шевчук В'ячеслав Анатолійович      | 13 травня 1979    | Україна  | 5        | 0        |
| Півзахисники |                                    |                   |          |          |          |
|              | Акопян Армен Антонович             | 15 січня 1980     | Україна  | 29       | 1        |
|              | Іванов Сергій Володимирович        | 10 грудня 1980    | Україна  | 1        | 0        |
|              | Іващенко Валерій Володимирович     | 25 листопада 1980 | Україна  | 2        | 0        |
|              | Ключик Сергій Леонідович           | 27 серпня 1973    | Україна  | 16       | 1        |
|              | Коновальчук Володимир Дмитрович    | 23 листопада 1965 | Україна  | 11       | 0        |
|              | Козленко Володимир Анатолійович    | 22 березня 1979   | Україна  | 4        | 0        |
|              | Колодін Дмитро Вікторович          | 12 квітня 1978    | Україна  | 8        | 0        |
|              | Кравченко Віктор Миколайович       | 10 січня 1976     | Україна  | 12       | 1        |
|              | Маткевич Анатолій Анатолійович     | 17 червня 1977    | Україна  | 2        | 0        |
|              | Полтавець Валентин Миколайович     | 18 квітня 1975    | Україна  | 28       | 13       |
|              | Смірнов Денис Анатолійович         | 18 червня 1975    | Україна  | 14       | 0        |
|              | Топчієв Дмитро Миколайович         | 25 вересня 1966   | Україна  | 13       | 4        |
|              | Шищенко Сергій Юрійович            | 13 січня 1976     | Україна  | 10       | 1        |
| Нападники    |                                    |                   |          |          |          |
|              | Громов Віктор Олексійович          | 3 лютого 1965     | Україна  | 20       | 6        |
|              | Демченко Андрій Анатолійович       | 20 серпня 1976    | Україна  | 20       | 6        |
|              | Коваленко Сергій Григорович        | 22 грудня 1973    | Україна  | 14       | 1        |
|              | Липський Олег Леонідович           | 1 січня 1975      | Україна  | 1        | 0        |
|              | Моргунов Олексій Борисович         | 7 березня 1975    | Україна  | 11       | 3        |
|              | Осташов Олександр Сергійович       | 3 червня 1970     | Україна  | 25       | 4        |

## «Металург» (Маріуполь)
Головний тренер: Микола Павлов
| №            | Футболіст                       | Дата народження | Країна   | Ігри     | Голи     |
| Воротарі     | Воротарі                        | Воротарі        | Воротарі | Воротарі | Воротарі |
| ------------ | ------------------------------- | --------------- | -------- | -------- | -------- |
|              | Шуховцев Ігор Вікторович        | 13 липня 1971   | Україна  | 30       | 27п      |
| Захисники    |                                 |                 |          |          |          |
|              | Анікеєв Володимир Юрійович      | 16 січня 1976   | Україна  | 26       | 0        |
|              | Букель Юрій Олександрович       | 22 червня 1971  | Україна  | 3        | 0        |
|              | Волосянко Микола Миколайович    | 13 березня 1972 | Україна  | 30       | 2        |
|              | Дірявка Сергій Георгійович      | 18 квітня 1971  | Україна  | 25       | 0        |
|              | Залізняк Віталій Олександрович  | 16 лютого 1973  | Україна  | 4        | 0        |
|              | Мітін Сергій Анатолійович       | 27 липня 1977   | Україна  | 2        | 0        |
|              | Сак Юрій Миколайович            | 3 січня 1967    | Україна  | 5        | 0        |
|              | Сизон Олег Федорович            | 1 лютого 1977   | Україна  | 3        | 0        |
|              | Фенін Віталій Олександрович     | 19 червня 1979  | Україна  | 2        | 0        |
| Півзахисники |                                 |                 |          |          |          |
|              | Браіла Володимир Леонідович     | 21 серпня 1978  | Україна  | 21       | 2        |
|              | Гончаренко Сергій Григорович    | 24 квітня 1974  | Україна  | 10       | 1        |
|              | Колесник Сергій Олександрович   | 1 січня 1979    | Україна  | 11       | 1        |
|              | Котюк Андрій Валерійович        | 3 вересня 1976  | Україна  | 15       | 1        |
|              | Левченко Олексій Валерійович    | 16 травня 1976  | Україна  | 4        | 0        |
|              | Механошин Олександр Михайлович  | 14 липня 1971   | Україна  | 6        | 1        |
|              | Пантілов Віталій Олексійович    | 18 серпня 1970  | Україна  | 27       | 9        |
|              | Папазов Іван Васильович         | 25 грудня 1978  | Україна  | 1        | 0        |
|              | Плотко Ігор Володимирович       | 9 червня 1966   | Україна  | 30       | 5        |
|              | Поліщук Володимир Васильович    | 29 жовтня 1974  | Україна  | 10       | 0        |
|              | Пушкуца Віталій Георгійович     | 13 липня 1974   | Україна  | 25       | 3        |
|              | Рикун Олександр Валерійович     | 6 травня 1978   | Україна  | 13       | 1        |
|              | Сахаров Костянтин Анатолійович  | 9 вересня 1971  | Україна  | 29       | 0        |
|              | Собкович Олександр Дмитрович    | 11 лютого 1976  | Україна  | 6        | 0        |
| Нападники    |                                 |                 |          |          |          |
|              | Бабич Костянтин Миколайович     | 6 травня 1975   | Україна  | 28       | 7        |
|              | Думенко Сергій Валерійович      | 25 лютого 1968  | Україна  | 2        | 0        |
|              | Духновський Ігор Олександрович  | 17 травня 1972  | Україна  | 6        | 1        |
|              | Колесник Вадим Леонідович       | 12 березня 1967 | Україна  | 12       | 0        |
|              | Молокуцько Степан Костянтинович | 18 серпня 1979  | Україна  | 15       | 1        |

## СК «Миколаїв»
Головні тренери: Анатолій Коньков (12 матчів), Леонід Ніколаєнко (3 матчі), Іван Краснецький (1 матчі), Михайло Калита (14 матчів)
| №            | Футболіст                        | Дата народження | Країна   | Ігри     | Голи     |
| Воротарі     | Воротарі                         | Воротарі        | Воротарі | Воротарі | Воротарі |
| ------------ | -------------------------------- | --------------- | -------- | -------- | -------- |
|              | Крапивкін Ігор Євгенійович       | 14 травня 1966  | Україна  | 6        | 16п      |
|              | Собещаков Сергій Михайлович      | 3 березня 1972  | Україна  | 15       | 27п      |
|              | Штанько Артем Анатолійович       | 6 вересня 1980  | Україна  | 9        | 24п      |
| Захисники    |                                  |                 |          |          |          |
|              | Бахметьєв Ігор Олександрович     | 3 січня 1967    | Україна  | 13       | 0        |
|              | Берегуля Андрій Володимирович    | 3 лютого 1977   | Україна  | 1        | 0        |
|              | Бурименко Сергій Леонідович      | 2 серпня 1970   | Україна  | 16       | 0        |
|              | Добровольський Дмитро Вікторович | 26 липня 1971   | Україна  | 15       | 0        |
|              | Доценко Віктор Петрович          | 10 грудня 1975  | Україна  | 12       | 1        |
|              | Жениленко Вячеслав Миколайович   | 27 червня 1972  | Україна  | 28       | 2        |
|              | Зеленюк Ігор Михайлович          | 15 жовтня 1972  | Україна  | 14       | 0        |
|              | Кочвар Сергій Володимирович      | 20 вересня 1968 | Україна  | 13       | 0        |
|              | Мишко Денис Олександрович        | 12 липня 1977   | Україна  | 3        | 0        |
|              | Поліщук Костянтин Володимирович  | 13 травня 1970  | Україна  | 4        | 0        |
|              | Распопов Андрій Миколайович      | 25 червня 1978  | Україна  | 1        | 0        |
|              | Сілецький Сергій Валерійович     | 2 травня 1971   | Україна  | 11       | 0        |
|              | Соловйов Сергій Миколайович      | 7 березня 1971  | Україна  | 10       | 0        |
|              | Сторчак Василь Валерійович       | 21 червня 1965  | Україна  | 16       | 0        |
| Півзахисники |                                  |                 |          |          |          |
|              | Березовчук Андрій Володимирович  | 16 квітня 1981  | Україна  | 16       | 1        |
|              | Боровський Дмитро Леонідович     | 12 січня 1980   | Україна  | 7        | 0        |
|              | Васін Денис Юрійович             | 12 вересня 1979 | Україна  | 9        | 0        |
|              | Жовжеренко Андрій Іванович       | 16 лютого 1971  | Україна  | 3        | 0        |
|              | Завгородній Владіслав Євгенович  | 2 квітня 1974   | Україна  | 1        | 0        |
|              | Клименко Олександр Іванович      | 11 січня 1975   | Україна  | 1        | 0        |
|              | Лукаш Олег Михайлович            | 6 квітня 1972   | Україна  | 8        | 2        |
|              | Маргошія Темурі Корнелович       | 12 серпня 1970  | Грузія   | 2        | 0        |
|              | Нужний В'ячеслав Олександрович   | 14 травня 1975  | Україна  | 10       | 2        |
|              | Онопко Сергій Савелійович        | 26 жовтня 1973  | Україна  | 13       | 4        |
|              | Палешев Олександр Юрійович       | 24 вересня 1977 | Україна  | 6        | 0        |
|              | Сорокін Вадим Євгенович          | 13 лютого 1966  | Україна  | 8        | 2        |
|              | Тепчук Юрій Васильович           | 6 червня 1973   | Україна  | 5        | 0        |
|              | Чирва Олексій Володимирович      | 11 лютого 1972  | Україна  | 10       | 0        |
|              | Шкурупій Андрій Віталійович      | 12 липня 1976   | Україна  | 11       | 0        |
| Нападники    |                                  |                 |          |          |          |
|              | Аллахвердієв Ельдар Гафарович    | 28 червня 1978  | Україна  | 3        | 0        |
|              | Бездольний Ігор Юрійович         | 10 червня 1977  | Україна  | 11       | 0        |
|              | Бєліков Сергій Вікторович        | 24 липня 1978   | Україна  | 4        | 0        |
|              | Білий Олександр Володимирович    | 29 травня 1981  | Україна  | 5        | 0        |
|              | Вакар Денис Миколайович          | 16 січня 1979   | Україна  | 3        | 0        |
|              | Галстян Овік Саргісович          | 7 вересня 1976  | Україна  | 17       | 0        |
|              | Горобець Дмитро Іванович         | 10 серпня 1974  | Україна  | 2        | 0        |
|              | Джугелі Іван Рамазович           | 14 квітня 1969  | Грузія   | 5        | 0        |
|              | Дранов Сергій Геннадійович       | 1 вересня 1977  | Україна  | 10       | 2        |
|              | Козлов Сергій Олександрович      | 27 вересня 1978 | Україна  | 23       | 0        |
|              | Стахов Ігор Борисович            | 28 серпня 1970  | Україна  | 7        | 0        |
|              | Телятников Олексій Леонідович    | 21 жовтня 1980  | Україна  | 12       | 0        |
|              | Юрченко Дмитро Олександрович     | 9 травня 1973   | Україна  | 11       | 1        |

## «Нива» (Тернопіль)
Головний тренер: Ігор Юрченко
| №            | Футболіст                         | Дата народження   | Країна   | Ігри     | Голи     |
| Воротарі     | Воротарі                          | Воротарі          | Воротарі | Воротарі | Воротарі |
| ------------ | --------------------------------- | ----------------- | -------- | -------- | -------- |
|              | Лосєв Геннадій Іванович           | 24 січня 1967     | Україна  | 5        | 5п       |
|              | Нікітенко Юрій Миколайович        | 28 березня 1974   | Україна  | 3        | 3п       |
|              | Чумак Юрій Олександрович          | 8 квітня 1962     | Україна  | 23       | 33п      |
| Захисники    |                                   |                   |          |          |          |
|              | Біскуп Ігор Іванович              | 11 серпня 1960    | Україна  | 25       | 0        |
|              | Лапа Микола Петрович              | 4 грудня 1972     | Україна  | 6        | 0        |
|              | Мазур Дмитро Анатолійович         | 17 березня 1967   | Україна  | 25       | 0        |
|              | Мішенін Олег Володимирович        | 18 червня 1974    | Україна  | 12       | 0        |
|              | Первак Віталій Миколайович        | 15 серпня 1970    | Україна  | 29       | 2        |
|              | Самардак Богдан Миколайович       | 25 березня 1963   | Україна  | 11       | 0        |
|              | Сушка Ігор Володимирович          | 4 вересня 1969    | Україна  | 22       | 0        |
|              | Фокін Юрій Тенгісович             | 3 січня 1966      | Україна  | 15       | 1        |
|              | Худжадзе Шалва Теймуразович       | 5 жовтня 1975     | Грузія   | 6        | 0        |
|              | Шиманський Сергій Михайлович      | 29 листопада 1976 | Україна  | 7        | 0        |
| Півзахисники |                                   |                   |          |          |          |
|              | Богородіченко Сергій Анатолійович | 31 серпня 1978    | Україна  | 12       | 0        |
|              | Гончаренко Сергій Григорович      | 24 квітня 1974    | Україна  | 14       | 0        |
|              | Давітнідзе Георгій                | 18 липня 1978     | Грузія   | 6        | 0        |
|              | Дгебуадзе Кахабер Віссаріонович   | 26 лютого 1972    | Грузія   | 12       | 0        |
|              | Дем'янчук Михайло Михайлович      | 15 листопада 1971 | Україна  | 13       | 3        |
|              | Кайдарашвілі Олександр            | 2 листопада 1978  | Грузія   | 11       | 2        |
|              | Капанадзе Таріел Давидович        | 1 грудня 1962     | Грузія   | 28       | 5        |
|              | Кривий Сергій Петрович            | 3 жовтня 1977     | Україна  | 21       | 1        |
|              | Филипенко Павло Олексійович       | 27 квітня 1974    | Україна  | 12       | 0        |
| Нападники    |                                   |                   |          |          |          |
|              | Гвіанідзе Автанділ Отарович       | 23 серпня 1974    | Україна  | 16       | 1        |
|              | Голубка Петро Михайлович          | 28 серпня 1972    | Україна  | 11       | 0        |
|              | Капанадзе Автанділ Давидович      | 1 грудня 1962     | Грузія   | 29       | 10       |
|              | Сіхарулідзе Автанділ Тамазович    | 14 листопада 1975 | Грузія   | 5        | 0        |
|              | Хоменко Сергій Леонідович         | 25 жовтня 1977    | Україна  | 6        | 1        |
|              | Шпак Андрій Володимирович         | 25 жовтня 1978    | Україна  | 19       | 3        |

## «Прикарпаття» (Івано-Франківськ)
Головні тренери: Богдан Блавацький (6 матчів), Анатолій Бойко (8 матчів), Анатолій Заяєв (14 матчів), Ігор Яворський (2 матчі)
| №            | Футболіст                         | Дата народження   | Країна     | Ігри     | Голи     |
| Воротарі     | Воротарі                          | Воротарі          | Воротарі   | Воротарі | Воротарі |
| ------------ | --------------------------------- | ----------------- | ---------- | -------- | -------- |
|              | Поліщук Сергій Болеславович       | 2 листопада 1974  | Україна    | 14       | 22п      |
|              | Сіротін Павло Анатолійович        | 29 вересня 1967   | Киргизстан | 15       | 31п      |
|              | Хомин Микола Лук'янович           | 16 вересня 1974   | Україна    | 1        | 2п       |
|              | Циткін Володимир Борисович        | 1 серпня 1966     | Україна    | 3        | 4п       |
| Захисники    |                                   |                   |            |          |          |
|              | Ватаманюк Ярослав Петрович        | 25 травня 1963    | Україна    | 8        | 0        |
|              | Зуєнко Микола Миколайович         | 11 жовтня 1972    | Україна    | 24       | 1        |
|              | Карась Ігор Миколайович           | 9 жовтня 1971     | Україна    | 11       | 0        |
|              | Кріль Ігор Іванович               | 11 жовтня 1974    | Україна    | 27       | 0        |
|              | Мокрицький Юрій Ярославович       | 16 жовтня 1970    | Україна    | 2        | 0        |
|              | Мостовий Руслан Іванович          | 2 червня 1974     | Україна    | 13       | 0        |
|              | Соколенко Андрій Євгенович        | 8 червня 1978     | Україна    | 1        | 0        |
|              | Храмцов Олексій Володимирович     | 8 листопада 1975  | Україна    | 14       | 0        |
|              | Цисар Олександр Вікторович        | 17 квітня 1967    | Молдова    | 8        | 0        |
|              | Якушев Артур Юрійович             | 29 березня 1977   | Україна    | 12       | 0        |
| Півзахисники |                                   |                   |            |          |          |
|              | Будник Андрій Іванович            | 29 квітня 1975    | Україна    | 14       | 1        |
|              | Ковалюк Володимир Васильович      | 3 березня 1972    | Україна    | 14       | 1        |
|              | Ковальчук Тарас Степанович        | 21 лютого 1973    | Україна    | 22       | 1        |
|              | Коломієць Анатолій Анатолійович   | 18 березня 1976   | Україна    | 2        | 0        |
|              | Костишин Юрій Степанович          | 2 квітня 1967     | Україна    | 8        | 0        |
|              | Лютий Владислав Олексійович       | 25 серпня 1970    | Україна    | 13       | 0        |
|              | Механошин Олександр Михайлович    | 14 липня 1971     | Україна    | 8        | 0        |
|              | Новіков Петро Миколайович         | 9 жовтня 1978     | Україна    | 1        | 0        |
|              | Редушко Анатолій Ярославович      | 9 січня 1970      | Україна    | 23       | 4        |
|              | Саркісов Едуард Рачикович         | 5 квітня 1971     | Україна    | 13       | 0        |
|              | Свищ Роман Іванович               | 1 лютого 1978     | Україна    | 2        | 0        |
|              | Скідан Геннадій Вікторович        | 24 липня 1973     | Україна    | 15       | 4        |
|              | Сопків Олександр Васильович       | 21 серпня 1975    | Україна    | 8        | 0        |
|              | Франко Владислав Андрійович       | 17 листопада 1970 | Україна    | 1        | 0        |
|              | Шумський Віталій Іванович         | 17 травня 1972    | Україна    | 16       | 5        |
|              | Яремчук Іван Іванович             | 19 березня 1962   | Україна    | 2        | 0        |
| Нападники    |                                   |                   |            |          |          |
|              | Джугелі Іван Рамазович            | 14 квітня 1969    | Грузія     | 4        | 0        |
|              | Забранський Руслан Михайлович     | 10 березня 1971   | Україна    | 10       | 3        |
|              | Ібрагімов Ельдар Саїдович         | 22 червня 1976    | Узбекистан | 8        | 0        |
|              | Крижанівський Володимир Романович | 24 липня 1971     | Україна    | 4        | 0        |
|              | Ларін Володимир Миколайович       | 8 листопада 1977  | Україна    | 24       | 1        |
|              | Мальцев Владислав Анатолійович    | 3 квітня 1975     | Україна    | 2        | 0        |
|              | Мартинов Володимир Володимирович  | 6 квітня 1976     | Україна    | 11       | 1        |
|              | Микуляк Олександр Васильович      | 29 грудня 1976    | Україна    | 2        | 0        |
|              | Русак Петро Романович             | 20 листопада 1970 | Україна    | 18       | 1        |
|              | Сіденко Анатолій Васильович       | 21 січня 1974     | Україна    | 4        | 0        |

## «Таврія» (Сімферополь)
Головні тренери: Віктор Грачов (15 матчів), Валерій Петров (13 матчів), Анатолій Коробочка (2 матчі)
| №            | Футболіст                          | Дата народження   | Країна   | Ігри     | Голи     |
| Воротарі     | Воротарі                           | Воротарі          | Воротарі | Воротарі | Воротарі |
| ------------ | ---------------------------------- | ----------------- | -------- | -------- | -------- |
|              | Величко Сергій Миколайович         | 9 серпня 1976     | Україна  | 11       | 13п      |
|              | Левицький Максим Анатолійович      | 26 листопада 1972 | Україна  | 20       | 26п      |
| Захисники    |                                    |                   |          |          |          |
|              | Андрієнко Денис Андрійович         | 12 квітня 1980    | Україна  | 16       | 0        |
|              | Алексєєв Володимир Вікторович      | 7 грудня 1974     | Україна  | 15       | 0        |
|              | Волк-Карачевський Денис Сергійович | 24 серпня 1979    | Україна  | 4        | 0        |
|              | Дем'яненко Дмитро Володимирович    | 11 червня 1969    | Україна  | 11       | 0        |
|              | Донюшкін Юрій Олексійович          | 27 січня 1976     | Україна  | 29       | 1        |
|              | Єсін Сергій Олександрович          | 2 квітня 1975     | Україна  | 26       | 2        |
|              | Леженцев Сергій Борисович          | 4 серпня 1971     | Україна  | 5        | 1        |
|              | Матвійчук Олександр Вікторович     | 2 лютого 1977     | Україна  | 2        | 0        |
|              | Назаров Дмитро Аркадійович         | 3 серпня 1977     | Україна  | 8        | 0        |
|              | Романенко Антон Юрійович           | 28 червня 1982    | Україна  | 1        | 0        |
|              | Смігунов Віктор Іванович           | 28 січня 1962     | Україна  | 22       | 1        |
| Півзахисники |                                    |                   |          |          |          |
|              | Бородай Олексій Вікторович         | 28 січня 1982     | Україна  | 1        | 0        |
|              | Ветренніков Сергій Юрійович        | 24 березня 1976   | Україна  | 21       | 1        |
|              | Войнаровський Роман Васильович     | 5 січня 1980      | Україна  | 19       | 0        |
|              | Воплюшкін Ігор Леонідович          | 13 лютого 1975    | Україна  | 3        | 0        |
|              | Кольцов Дмитро Миколайович         | 30 березня 1982   | Україна  | 1        | 0        |
|              | Кундєнок Геннадій Миколайович      | 6 жовтня 1976     | Україна  | 11       | 0        |
|              | Кундєнок Олександр Миколайович     | 11 листопада 1973 | Україна  | 18       | 0        |
|              | Кукалевич Сергій Олександрович     | 7 липня 1970      | Білорусь | 5        | 0        |
|              | Куратов Олег Костянтинович         | 10 травня 1978    | Україна  | 3        | 0        |
|              | Мардас Геннадій Олександрович      | 12 червня 1970    | Білорусь | 11       | 0        |
|              | Митрофанов Олександр Володимирович | 1 листопада 1977  | Україна  | 28       | 1        |
|              | Опарін Андрій Станіславович        | 27 травня 1968    | Україна  | 27       | 1        |
|              | Осіпов Олексій Рудольфович         | 2 листопада 1975  | Україна  | 28       | 11       |
|              | Гитя Валерій Валерійович           | 5 травня 1975     | Україна  | 1        | 0        |
|              | Скворцов Анатолій Олександрович    | 24 листопада 1976 | Україна  | 5        | 0        |
| Нападники    |                                    |                   |          |          |          |
|              | Антюхін Олексій Володимирович      | 25 листопада 1971 | Україна  | 14       | 3        |
|              | Бурмістров В'ячеслав Олександрович | 21 січня 1982     | Україна  | 1        | 0        |
|              | Гайдаш Олександр Миколайович       | 7 серпня 1967     | Україна  | 29       | 9        |
|              | Король Костянтин Миколайович       | 23 травня 1980    | Україна  | 3        | 0        |
|              | Сачко Василь Вікторович            | 3 травня 1975     | Україна  | 5        | 0        |

## ЦСКА (Київ)
Головний тренер: Володимир Безсонов
| №            | Футболіст                        | Дата народження   | Країна      | Ігри     | Голи     |
| Воротарі     | Воротарі                         | Воротарі          | Воротарі    | Воротарі | Воротарі |
| ------------ | -------------------------------- | ----------------- | ----------- | -------- | -------- |
|              | Байрашевський Роман Валерійович  | 7 серпня 1974     | Україна     | 1        | 3п       |
|              | Блажаєв Павло Олексійович        | 25 квітня 1971    | Україна     | 2        | 3п       |
|              | Рева Віталій Григорович          | 19 листопада 1974 | Україна     | 28       | 29п      |
| Захисники    |                                  |                   |             |          |          |
|              | Балацький Анатолій Васильович    | 15 червня 1972    | Україна     | 15       | 1        |
|              | Балицький Віталій Вікторович     | 22 серпня 1978    | Україна     | 24       | 2        |
|              | Беженар Сергій Миколайович       | 9 серпня 1970     | Україна     | 23       | 1        |
|              | Грегуль Валентин Миколайович     | 9 грудня 1973     | Україна     | 12       | 0        |
|              | Ільченко Сергій Олександрович    | 1 листопада 1977  | Україна     | 1        | 0        |
|              | Левченко Віталій Григорович      | 28 березня 1972   | Таджикистан | 22       | 0        |
|              | Ревут Сергій Анатолійович        | 25 лютого 1971    | Україна     | 25       | 0        |
|              | Семчук Дмитро Анатолійович       | 23 січня 1974     | Україна     | 16       | 0        |
| Півзахисники |                                  |                   |             |          |          |
|              | Гогіль Ігор Михайлович           | 14 лютого 1976    | Україна     | 3        | 0        |
|              | Городов Олексій Анатолійович     | 28 серпня 1978    | Україна     | 5        | 1        |
|              | Дараселія Віталій Віталійович    | 27 жовтня 1978    | Грузія      | 9        | 1        |
|              | Закарлюка Сергій Володимирович   | 17 серпня 1976    | Україна     | 28       | 7        |
|              | Каряка Андрій Костянтинович      | 1 квітня 1978     | Україна     | 21       | 1        |
|              | Костишин Руслан Володимирович    | 8 січня 1977      | Україна     | 17       | 0        |
|              | Мороз Віктор Васильович          | 18 січня 1968     | Україна     | 9        | 0        |
|              | Новохацький Василь Михайлович    | 24 вересня 1974   | Україна     | 3        | 0        |
|              | Олексієнко Олександр Миколайович | 13 травня 1979    | Україна     | 16       | 2        |
|              | Олійник Олексій Степанович       | 14 листопада 1977 | Україна     | 24       | 4        |
|              | Поляруш Олег Миколайович         | 10 вересня 1977   | Україна     | 1        | 0        |
|              | Ульяницький Віктор Васильович    | 7 серпня 1972     | Україна     | 19       | 1        |
|              | Цихмейструк Едуард Миколайович   | 24 червня 1973    | Україна     | 28       | 4        |
|              | Шкапенко Павло Леонідович        | 16 грудня 1972    | Україна     | 14       | 2        |
| Нападники    |                                  |                   |             |          |          |
|              | Корєнєв Дмитро Віталійович       | 7 жовтня 1970     | Україна     | 18       | 0        |
|              | Кріпак Яків Вікторович           | 13 червня 1978    | Україна     | 12       | 5        |
|              | Леоненко Віктор Євгенович        | 5 жовтня 1969     | Україна     | 12       | 5        |
|              | Малімон Іван Іванович            | 24 липня 1978     | Україна     | 1        | 0        |

## «Шахтар» (Донецьк)
Головні тренери: Валерій Яремченко (18 матчів), Анатолій Бишовець (12 матчів)
| №            | Футболіст                         | Дата народження   | Країна   | Ігри     | Голи     |
| Воротарі     | Воротарі                          | Воротарі          | Воротарі | Воротарі | Воротарі |
| ------------ | --------------------------------- | ----------------- | -------- | -------- | -------- |
|              | Кураєв Андрій Вадимович           | 19 грудня 1972    | Україна  | 10       | 9п       |
|              | Нікітін Андрій Дмитрович          | 8 січня 1972      | Україна  | 6        | 2п       |
|              | Шутков Дмитро Анатолійович        | 3 квітня 1972     | Україна  | 14       | 14п      |
| Захисники    |                                   |                   |          |          |          |
|              | Глевецкас Дайнюс Юлюс             | 3 травня 1977     | Литва    | 7        | 0        |
|              | Жуненко Сергій Миколайович        | 13 травня 1970    | Україна  | 5        | 0        |
|              | Коваль Олександр Миколайович      | 3 травня 1974     | Україна  | 19       | 0        |
|              | Котов Євген Валентинович          | 10 серпня 1978    | Україна  | 19       | 0        |
|              | Леонов Ігор Іванович              | 14 вересня 1967   | Україна  | 23       | 0        |
|              | Микитін Володимир Богданович      | 28 квітня 1970    | Україна  | 14       | 0        |
|              | Попов Сергій Олександрович        | 22 квітня 1971    | Україна  | 25       | 7        |
|              | Старостяк Михайло Володимирович   | 13 жовтня 1973    | Україна  | 26       | 0        |
|              | Яксманицький Володимир Іванович   | 4 лютого 1977     | Україна  | 9        | 2        |
| Півзахисники |                                   |                   |          |          |          |
|              | Бахарєв Олексій Олександрович     | 12 жовтня 1976    | Україна  | 11       | 1        |
|              | Зубов Геннадій Олександрович      | 12 вересня 1977   | Україна  | 27       | 4        |
|              | Коваленко Олександр Олександрович | 24 березня 1976   | Україна  | 4        | 0        |
|              | Ковалюк Володимир Васильович      | 3 березня 1972    | Україна  | 6        | 1        |
|              | Ковальов Сергій Миколайович       | 22 листопада 1971 | Україна  | 25       | 3        |
|              | Кривенцов Валерій Сергійович      | 31 липня 1973     | Україна  | 28       | 6        |
|              | Орбу Геннадій Григорович          | 23 липня 1970     | Україна  | 21       | 5        |
|              | Селезньов Юрій Олександрович      | 18 грудня 1975    | Україна  | 19       | 9        |
|              | Шелаєв Олег Миколайович           | 5 листопада 1976  | Україна  | 2        | 1        |
| Нападники    |                                   |                   |          |          |          |
|              | Акінін Костянтин Юрійович         | 25 червня 1978    | Україна  | 1        | 0        |
|              | Воробєй Андрій Олексійович        | 29 листопада 1978 | Україна  | 18       | 11       |
|              | Данченко Юрій Володимирович       | 9 серпня 1979     | Україна  | 4        | 0        |
|              | Матвєєв Олег Юрійович             | 18 серпня 1970    | Україна  | 17       | 7        |
|              | Нагорняк Сергій Миколайович       | 5 вересня 1971    | Україна  | 9        | 2        |
|              | Поцхверія Михайло Іванович        | 12 серпня 1975    | Грузія   | 3        | 2        |
|              | Тимощук Анатолій Олександрович    | 30 березня 1979   | Україна  | 18       | 2        |
|              | Штолцерс Андрій Янович            | 8 липня 1974      | Латвія   | 21       | 6        |